# Les Petites Crapules
Les Petites Crapules (Little Monsters) est une série de livres créés par Tony Garth qui a inspiré une série télévisée d'animation britannique pour enfants produite par Crazy Cartoons, Little Entertainment, The Original Traffic Company et Splash (pour la BBC) et diffusée entre le 11 août et le 18 octobre 1997 sur BBC One.
En France, la série a été diffusée dans TF! Jeunesse sur TF1 et les DVD sont édités par TF1 Vidéo. Elle reste inédite dans les autres pays francophones.

## Épisodes
1. Zoo-Zoro ("Mahogany Gorilla Pelmets") (Airdate: 1997)
2. "The Big Sulk" (Airdate: 1997)
3. Cris et Hurlements ("Scream the Impossible Scream") (Airdate: 1997)
4. Le Fléau ("On Your Nerves") (Airdate: 1997)
5. Quel Cirque! ("Dave's Big Top Adventure") (Airdate: 1997)
6. A vos Ordres ! ("Start This Cartoon Now!") (Airdate: 1997)
7. "A Very Serious Business" (Airdate: 1997)
8. Quelle nuit ! ("ZZZZZZ") (Airdate: 1997)
9. Un monde parfait ("A Perfect World") (Airdate: 1997)
10. "Hey! Turnip Nose" (Airdate: 1997)
11. "Do it Now!" (Airdate: 1997)
12. "Earwax Pie" (Airdate: 1997)
13. "Prime Time" (Airdate: 1997)
14. Ni Oui Ni Non ("Shan't, Can't, Won't") (Airdate: 1997)
15. "Late Again" (Airdate: 1997)
16. Trou de Mémoire ("Whose Birthday is it Anyway?") (Airdate: 1997)
17. "Do Tell" (Airdate: 1997)
18. Pas de Quoi rire ("No Laughing Matter") (Airdate: 1997)
19. Ni vue Ni connue ("No Publicity") (Airdate: 1997)
20. Proprement dit ("Grime and Punishment") (Airdate: 1997)
21. LES DEUX AMIGOS ("The Two Amigos") (Airdate: 1997)
22. Qui suis-je aujourd’hui?… ("Cognito") (Airdate: 1997)
23. "The Chinese Whisper" (Airdate: 1997)
24. "Terrapins Don't Wear Plaid" (Airdate: 1997)
25. "Never Too Late" (Airdate: 1997)
26. "An Ill Wind" (Airdate: 1997)
27. "Nancy and the Dinosaurs" (Airdate: 1997)
28. "Tickled Pink" (Airdate: 1997)
29. Table Rase ("Food for Thought") (Airdate: 1997)
30. Pas Papa Noël ("Christmas is Cancelled") (Airdate: 1997)
31. Pied de Nez ("Pick n' Mix") (Airdate: 1997)
32. "Monday Morning Fever" (Airdate: 1997)
33. Une Place pour chaque Chose… ("A Place for Everything") (Airdate: 1997)
34. Singeries ("Monkey Business") (Airdate: 1997)
35. Une Photo Réussie ("Sulking is Such Sweet Sorrow") (Airdate: 1997)
36. "Let's Have a Bawl" (Airdate: 1997)
37. "Attack of the Giggles" (Airdate: 1997)
38. "Young at Heart" (Airdate: 1997)
39. "The Broom Cupboard" (Airdate: 1997)
40. Petits et Grands ("Growing Pains") (Airdate: 1997)
41. La Tornade Rousse ("Can't Stop Now") (Airdate: 1997)
42. Course d’obstacles ("Whoops-A-Daisy") (Airdate: 1997)
43. Le Chef du Mystère ("When? What? Why? Where?") (Airdate: 1997)
44. Maxis Soucis ("Worried Silly") (Airdate: 1997)
45. Mieux apprendre avant de tout savoir ("A Little Knowledge is a Dangerous Thing") (Airdate: 1997)
46. Des Limaces, Des Asticots et de la Bave d'Escargots ("Slugs, Snails and Puppy Dogs Tails") (Airdate: 1997)
47. De l'Aide ! ("Help!") (Airdate: 1997)
48. Un Endroit Sûr ("Forget-Me-Not") (Airdate: 1997)
49. "Too Much for Me Please" (Airdate: 1997)
50. "Crash! Bang! Wallop!" (Airdate: 1997)
51. "The Big Flick" (Airdate: 1997)
52. Vive le recyclage ! ("Worry Wart") (Airdate: 1997)

## Personnages
- Sébastien Zinzin (Silly Sidney en VO)

Comme son nom l'indique, en VO comme en VF, c'est un petit garçon excentrique et exubérant passant son temps à se coiffer d'un slip violet, à faire des grimaces et à faire le pitre. C'est pourtant cette attitude qui va sauver sa petite sœur d'un gorille échappé du zoo, ce qui lui permettra d'obtenir la médaille du courage et l'autorisation d'entrer au Pays de l'Aventure, un parc d'attractions, gratuitement et autant qu'il le voudra.
- Marie-Lou Je-Sais-Tout (Know-All Nancy en VO)

Marie-Lou est une petite fille à lunettes prétentieuse qui est le stéréotype de l'intello. Elle prétend tout savoir, mais c'est faux, et c'est seulement ce qu'elle imagine. Lors d'une visite au musée, elle conteste le guide en disant que l'armure d'un chevalier est une ruche du temps des romains, que la momie d'un pharaon est une poupée grandeur nature pour apprendre à faire des piqûres, qu'une locomotive à vapeur est une trompette de géant et qu'une poubelle (dans le livre) et une boîte en carton (dans le dessin animé) sont des machines à remonter dans le temps dans lesquels elle entre, sans voir qu'un homme les emporte dans la salle des dinosaures, ce qui lui fait croire qu'elle est arrivée à la préhistoire. Lorsqu'elle retrouve le guide, qu'elle croit avoir pris une autre machine à remonter dans le temps, elle prétend qu'elle le savait et que les dinosaures sont faux, ce qui est évident. Malgré cela, elle est la plus intelligente des petites crapules. Elle offre un livre sur la reproduction des limaces à Alexis pour son anniversaire et affirme qu'elle a deviné comment le clwn de la fête a réalisé tous ses tours de magie. Dans l'épisode "Trou de Mémoire", elle récite la date de naissance véridique de tous les souverains d'Angleterre.
- Alexis Guili (Ticklish Timmy en VO)

Alexis Guili est une garçon optimiste qui rit très souvent parce que n'importe quoi peut le chatouiller. Son père est un ingénieur en astronotique célèbre. Il invente une combinaison anti-chatouilles pour son fils, mais elle chatouille quand même Alexis qui se gondole tellement qu'il détruit la combinaison. Lors de son anniversaire, les bulles d'une limonade le chatouillent et le fait rire, ce qui provoque l'hilarité de tous les invités. Klico Bingo, un clown minable présent à ce moment-là, propose à Alexis de devenir son partenaire pour faire rire les invités aux autres fêtes du clown, ce qu'il accepte. Il est ami avec Bruno Crado-Sale. À part les chatouilles, Alexis peut rire pour n'importe quoi, par exemple parce que "s'amuser, c'est rigolo" quand il va avec sa classe dans un parc d'attractions. Il existe un jeu PC intitulé "Ticklish Timmy in Wonderfun World" centré sur le personnage d'Alexis Guili. 
- Ninon Dit-Non (Contrary Constance en VO)

Elle dit toujours non, est très contrariante de nature. C'est une peste insolente qui répond aux adultes. Elle refuse de manger le déjeuner que lui donne sa mère sans savoir de quoi il s'agit, lorsque ses camarades disent "bonjour" à M. Favre, elle lui dit "au revoir", lorsque ses camarades peuvent s'asseoir, elle reste debout, lorsque M. Favre demande à ne pas tacher, froisser ou griffonner les cahiers d'exercice qu'il distribue à la classe elle le fait, lorsque ses camarades doivent lire leur manuel en silence, elle le lit à haute voix, les commente et reproche leur incompréhension, mais lorsque M. Favre lui explique pourquoi, elle répond que c'est très clair pour elle, elle refuse de prendre le bus, ce qui la met en retard et quand sa mère le lui fait remarquer, elle ment en disant que quelqu'un a fait attendre le bus, elle éteint la télévision quand on lui demande d'augmenter (alors que logiquement, elle devrait diminuer) ... Elle range sa chambre une fois par an. Son slogan est "Non, jamais, je refuse". Finalement, elle est vaincue par son oncle Alfred qui utilise la psychologie inversée : il lui dit de faire le contraire de ce qu'il veut réellement (par exemple, il l'encourage à ne pas manger ou à travailler, et elle le fait). Mais elle semble avoir un bon fond et être parfois gentille, comme elle prévient doucement Hugo Bobo de ne pas attraper un rhume lorsque des dauphins les éclabousse, même si elle rit pour une raison quelconque quelques secondes après.
- Armand Gourmand (Greedy Graham en VO)

Comme son nom l'indique, Armand est très gourmand et c'est un outre-mangeur glouton. Il demande à sa mère de lui préparer des tonnes de choses pour son petit déjeuner auquel il manque du lard. Il semble avoir la réputation de manger les encas de ses camarades comme Marie-Lou conseille Mimi Soucis, Sébastien Zinzin et Hugo Bobo de cacher leurs sandwichs quand elle voit Armand arriver. Lors d'une visite dans une confiserie industrielle, il mange tout ce qu'il voit et a une indigestion, ce qui ne l'empêche pas de manger une génoise aux amandes nappée de crème à la vanille qui lui était réservée puis donnée au médecin. 
- Marion Grognon (Sue Sulky en VO)

Marion Grognon, avec sa mâchoire proéminente, fait tout le temps la tête et n'est jamais contente. Elle passe son temps à bouder. Les seules chose qui la fait sourire sont un éléphanteau qu'elle veut comme un animal de compagnie mais que bien sûr elle ne peut avoir, ce qui la fait bouder pendant trois jours et deux nuits, et un chien qui boude comme elle. Sa grand-mère se sert de son mauvais caractère pour faire fuir les corbeau de son jardin avec une photo d'elle.
- Gaspard Trop-tard (Too-Late Toby en VO)

Il n'est pas du tout ponctuel et arrive toujours en retard. Il rentre tard chez lui et est toujours raccompagné par Mme Galbo. Il arrive tard à l'école (ou au collège) à tel point que les portes sont déjà fermées. Il rate tous les cours et rate son bus. Il se lave tard les mains et dîne quand ses parents ont déjà fini de manger. Pour ne rien arranger, il oublie d'enlever son pyjama le matin. Il invente une machine pour lui faire éviter d'arriver en retard à l'école, mais il s'avère que c'était inutile car c'était un dimanche, l'école était fermée.
- Bérangère Tête en l'air (Forgetful Fiona en VO)

C'est une vraie tête en l'air qui oublie tout et ne pense à rien. Elle dort toutes les nuits dans son placard car elle oublie de se déshabiller et de se mettre au lit. Elle oublie de faire sa toilette, de se brosser les dents, et même son sac. Elle oublie même son propre anniversaire, comme Alexis Guili et Mathieu Curieux. La seule chose qu'elle n'oublie pas est son mouchoir. Elle est souvent représentée avec une culotte rose et oubliant son pantalon. Elle est la meilleure amie de Lola Blabla qui kafte quand même sur elle.
- Timothée l’Éveillé (Wide-Awake Wesley en VO)

Il ne veut pas dormir et reste éveillé. il souffre d'insomnie. Le tressage des paniers en Mongolie extérieur et l'Ouzbékistan l'intéressent. Il aime aussi les puzzles de mille pièces. Pour ne pas aller dormir, il prétend qu'il y a un hippopotame dans son placard et boit beaucoup d'eau. Il croit à l'existence du père noël et rêve que s'il ne dort pas, le père noël va attendre en vain qu'il s'endorme et n'offrir aucun cadeau dans le monde parce qu'il a une formule : "Pas de dodos, pas de cadeaux". Il est le meilleur ami de Juliette Parfaite même s'il la trouve trop maniaque. Il est aussi ami avec Hugo Bobo mais ne peut jamais jouer avec lui parce qu'il est hypocondriaque.
- Lola Blabla (Tell-Tale Tallulah en VO)

Lola Blabla est une commère africaine qui rapporte toutes les bêtises qu'elle voit. Dès qu'une bêtise est faite, qu'un jouet interdit circule, que du sucre est renversé, que le chemisier de sa mère brûle, que son frère ramène des grenouilles, qu'Armand mange son ticket, que Mathieu copie sur Marion (dans le livre) ou Marie-Lou (dans le dessin animé), ou que Ninon mâche du chewing-gum, elle court pour prévenir sa mère, madame Galbo ou monsieur Favre. Elle cafte sur son père et son frère (Félix dans le livre)/ (Robert dans le dessin animé) et même sur sa meilleure amie Bérangère quand le professeur demande qui a fait son dessin et qu'elle croit qu'elle va être punie pour ça, alors qu'en fait c'était pour la complimenter et lui donner une boite de chocolats.
- Amédée Trou-de-Nez (Pickin' Peter en VO)

Il se met les doigts dans le nez en permanence. En posant sa crotte de nez sur un arbre et en s'éloignant puis en se retournant, il voit une chenille sur l'arbre et croit qu'il s'agit de sa crotte de nez qui a pris vie. Durant tout l'épisode, il la cache à sa mère jusqu'à ce qu'elle devienne un papillon. Il est le meilleur ami de Laurent Dégoûtant.
- Clarisse Caprice (Tantrum Tabitha en VO)

C'est une petite fille hystérique et capricieuse qui n'est jamais contente. Sa grand-mère conseille sa mère de ne pas faire ce que Clarisse déteste habituellement (prendre le bus, prendre des légumes, prendre un bain), ainsi elle ne fait plus de crises.
- Gaultier Casse-Pied (Irritating Irving en VO)

Il est très turbulent et dérange ses voisins, ses parents et son grand-père, dont il détruit même la maquette du bateau de guerre ancien sur lequel il travaille depuis des mois. Il porte des habits d'aviateur. Il dérange les copies entassés de son père. Même quand il dort, il embête le quartier par ses ronflements bruyants. 
- Huguette Grosse-Tête (Serious Safie en VO)

Elle est sérieuse et très intelligente, sans doute la plus mature des petites crapules. Elle regarde le journal télévisé et ne sourit jamais. Elle prend la vie trop au sérieux et s'exprime de façon soutenue avec un langage peu conventionnel. Elle est "décoincée" par Timothée lorsque sa classe va au parc d'attractions.
- Hugo Bobo (Sickly Simon en VO)

Vrai malade imaginaire, Hugo Bobo est un enfant hypocondriaque qui s'invente toujours des maladies.
- Armand la Grande (Grown-Up Gabby en VO)

Elle semble mature et n'arrête pas de répéter qu'elle n'est plus un bébé et qu'elle a passé l'âge de joueur à la poupée et autres choses réservées aux enfants de bas âge. Elle a du rouge à lèvres, un collier, une robe et des chaussures à talons. Elle ne peut néanmoins pas se passer de son ours en peluche Georges.
- Léo le Fléau (Boisterous Billy en VO)

Il est très turbulent et hyperactif. Il lui faut beaucoup d'efforts pour se tenir tranquille. Il pourra se déchaîner avec un chien fou.
- Clémence Malchance (Clumsy Clarissa en VO)

- Mathieu Curieux (Curious Calvin en VO)

- Juliette Parfaite (Perfect Prudence en VO)

- Jean Loup Casse Cou (Dangerous Dave en VO)

- Mathilde Timide (Shy Sophie en VO)

- Bruno Crado Sale (Dirty Dermot en VO)

- Anemone J'Ordonne (Bossy Bethany en VO)

- Rémi Malpoli (Rude Roger en VO)

- Mimi Soucis (Worried Winnie en VO)

- Thomas Sympa (Friendly Franco en VO)

- Romain Coup De Main (Helpful Henry en VO)

- Laurent Dégoutant (Revolting Ronnie en VO)

- Hervé Télé (Tv Trevor en VO)

## Distribution

### Voix françaises
- Dolly Vanden : Sébastien Zinzin, Marie-Lou Je Sais Tout, Mathieu Curieux, Clémence Malchance, Amédée Trou-de-Nez, Thomas Sympa, Hugo Bobo, Armande la Grande, Mères, Chanson du générique, toutes les voix féminines adultes
- Jean-Pierre Denys : Pères, toutes les autres voix masculines adultes[réf. nécessaire]
- Kelly Marot : Ninon Dit-Non, Mathilde Timide, Mimi Soucis, Anemone J'Ordonne, Juliette Parfaite, Marion Grognon, Bérangère Tête-en-l'air, Lola Blabla, Clarisse Caprice, Huguette Grosse Tête, voix additionelles
- Alexandre Aubry : Alexis Guili, Armand Gourmand, Rémi Malpoli, Hervé Télé, Jean-Loup Casse Cou, Romain Coup-de-Main, Bruno Crado Sale, Gaspard Trop-Tard, Timothée l'éveillé, Laurent Dégoûtant, Gaultier Casse-Pied, Léo le Fléau, voix additionelles

### Voix originales
- Janet James : Sébastien Zinzin, Mathieu Curieux, Amédée Trou-Trou-de-Nez, Thomas Sympa, Hugo Bobo, Alexis Guili, Armand Gourmand, Rémi Malpoli, Jean-Loup Casse Cou, Romain Coup-de-Main, Bruno Crado Sale, Gaspard Trop-Tard, Timothée l'éveillé, Laurent Dégoutant, Gaultier Casse-Pied, Léo le Fléau, Hérvé Télé, voix additionelles
- Jill Shilling : Marie-Lou Je Sais Tout, Armande la Grande, Clémence Malchance, Ninon Dit-Non, Mathilde Timide, Mimi Soucis, Anémone J'Ordonne, Juliette Parfaite, Marion Grognon, Bérangère Tête-en-l'air, Lola Blabla, Clarrise Caprice, Huguette Grosse Tête, voix additionelles
- David Holt : Pères, voix additionelles masculines
- Melissa Sinden : Mères, voix additionelles feminines

## Diffusion internationale
Première diffusion en 1997, les épisodes de cinq minutes des Petites Crapules ont été mis en place par les forces combinées de Crazy Cartoons et de Splash. Les Petites Crapules ont également été traduits en Gaélique écossais, sous le titre : Na Bleigeardan.
En France, la série a été diffusée sur TF1, en Allemagne sur Super RTL sous le titre de : Kleine Monsters et en Italie sur RAI sous le titre Adorabili Pesti.
Les droits de la série sont toujours détenus et contrôlées par Russell Neale Dever, en collaboration avec Ian Harding.
Les droits de distribution sont contrôlés par Entertainment Foothill de Santa Barbara, États-Unis.